# Noa Mikić
Noa Mikić (Varaždin, 27. siječnja 2007.) hrvatski je nogometaš koji igra na poziciji desnog beka. Trenutačno igra za Dinamo Zagreb.

## Klupska karijera
Za Dinamo Zagreb debitirao je 24. kolovoza 2024. u utakmici HNL protiv Gorice koja je poražena 2:1.

## Reprezentativna karijera
Nastupao je za selekcije Hrvatske do 15, 17 i 19 godina.

## Vanjske poveznice
- Profil, Hrvatski nogometni savez
- Profil, Transfermarkt